# Орсьер (кантон)
Орсье́р (фр. Orcières) — кантон во Франции, находится в регионе Прованс — Альпы — Лазурный Берег, департамент Верхние Альпы. Входит в состав округа Гап.
Код INSEE кантона — 0514. Всего в кантон Карро входит 3 коммуны, из них главной коммуной является Орсьер.

## Коммуны кантона
| Коммуна            | Население, чел. (1999) | Почтовый индекс | Код INSEE |
| ------------------ | ---------------------- | --------------- | --------- |
| Орсьер             | 810                    | 05170           | 05096     |
| Сен-Жан-Сен-Никола | 781                    | 05260           | 05145     |
| Шамполеон          | 113                    | 05260           | 05032     |

## Население
Население кантона на 2007 год составляло 1 761 человек.
| 1962  | 1968  | 1975  | 1982  | 1990  | 1999  | 2006 | 2007  | 2008 |
| ----- | ----- | ----- | ----- | ----- | ----- | ---- | ----- | ---- |
| 1 309 | 1 564 | 1 711 | 1 829 | 1 808 | 1 704 | —    | 1 761 | —    |